# ウインズ名古屋
ウインズ名古屋（ウインズなごや）は、愛知県名古屋市中川区尾頭橋にある日本中央競馬会（JRA）の場外勝馬投票券発売所（WINS）の一つである。
現在の施設管理者である名古屋友豊株式会社は愛知トヨタ自動車の関連会社。なお建物内には名古屋地区の馬主団体「中京馬主協会」の事務所も入居している。

## 歴史
1953年（昭和28年）8月22日に愛知県名古屋市中区新栄町において業務を開始し、同年10月3日に正式に開設された。当初の運営は名古屋スポーツガイド株式会社（現・アトラス）。1959年（昭和34年）11月に中区矢場町界隈へ移転したが、その後1969年（昭和44年）11月に現在地の中川区尾頭橋へ移転している。

### 新館への建替
2011年（平成23年）10月3日、日本中央競馬会はウインズ名古屋の施設建替工事を行うことを発表した。期間は2012年（平成24年）6月から2015年（平成27年）6月までの予定で、工事と並行して馬券の発売も行われている。なお建て替え中は発売が全場後半8レースおよび前日発売に限定され、全式別において200円以上100円単位に変更されていた。
2014年（平成26年）8月には、B館が「愛馬館」の名称で先行リニューアルオープンした。同年12月には、A館も「名馬館」の名称でオープンした。2015年（平成27年）2月にはエクセルフロアもオープンし、全ての施設が完成した。

## 施設

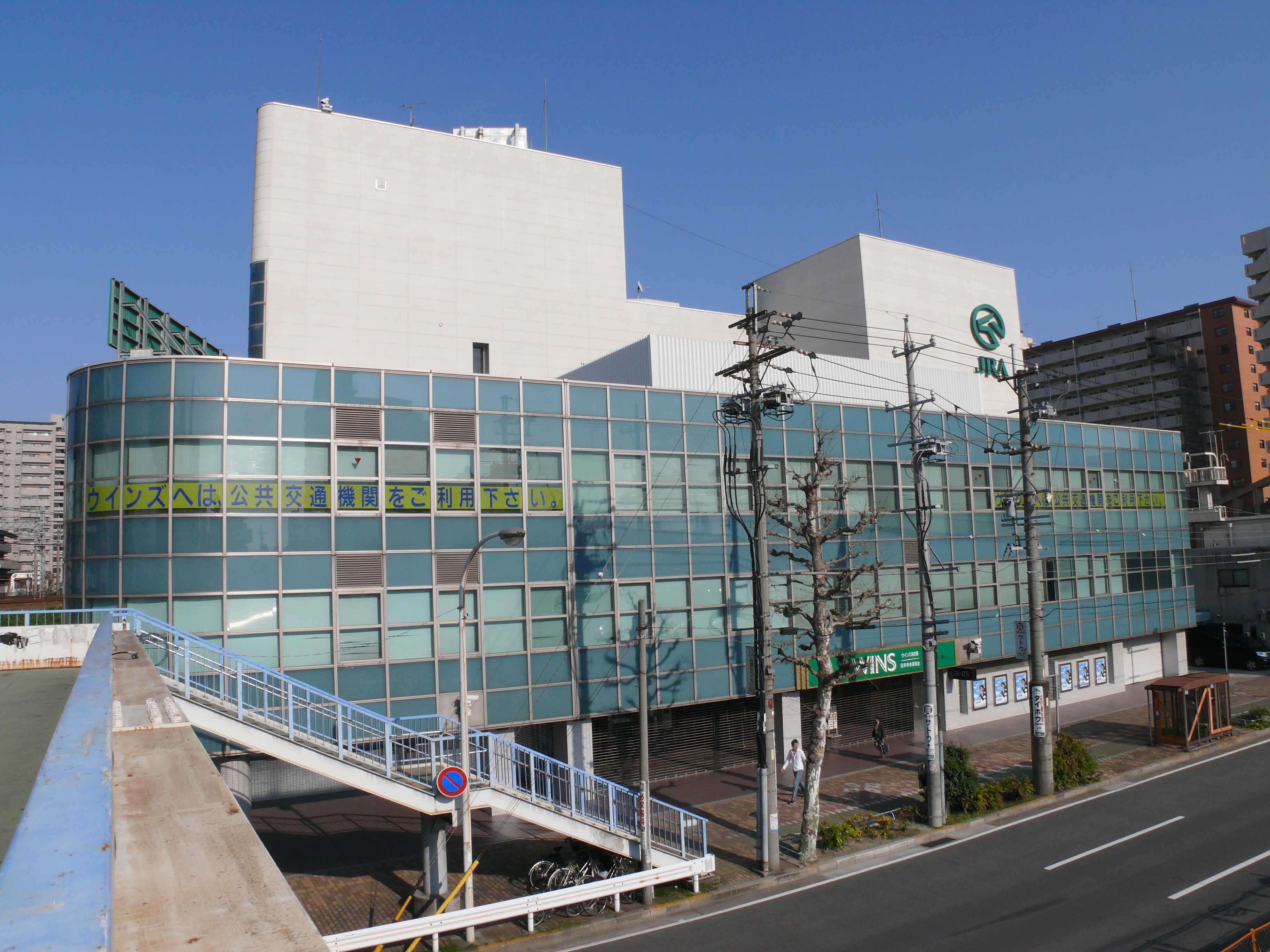
2012年（平成24年）以前の旧館

棟続きで6階建ての「愛馬館」（旧B館）と5階建ての「名馬館」（旧A館）があり、一般発売窓口は愛馬館の2階より上と名馬館の4階にある。
名馬館の5階には全席在席投票（i-Seat）となっているエクセルフロアがあり、通常のエクセルシートは料金は2500円（特定GI日は500円増）、部屋貸しのエクセルルームは事前予約制で料金は1万円（特定GI日は4千円増）となる。なおエクセルシートは愛馬館の5階で発売される。

## 交通
かつては名鉄に委託する形で、競馬開催日に名鉄バスセンターとウインズ名古屋と名鉄神宮前駅を結ぶ無料バスが運行されていた。現在は廃止されている。また、付近は開催日には違法駐車が横行していた。これに対して地元住民が強いクレームを申し立てたため、現在は警察の取り締まりが格段に厳しくなり、ほぼ根絶されている。
- JR東海道本線 尾頭橋駅から徒歩で約5分。
- JR中央本線、名鉄名古屋本線、名古屋市営地下鉄名城線・名港線の各線の金山駅から徒歩で約10分。
- 名古屋市営バス、三重交通バス「尾頭橋」停留所から徒歩ですぐ。

## 発売・払戻期間

### 開催日
発売
- 原則として9時20分から（前日発売は17時まで）

払戻
- 原則として9時20分から17時まで

### 非開催日
払戻業務のみ
- 毎週月曜日の10時から16時まで（年末年始、祝日、振替休日は休務日。火曜日への振替あり）

## 発売レース・発売単位
全レース発売、全式別において100円単位。